# دیگو یورنته
دیگو خاویر یورنته ریوس (اسپانیایی: Diego Javier Llorente Ríos‎؛ زادهٔ ۱۶ اوت ۱۹۹۳) یک بازیکن فوتبال اهل اسپانیا است که برای باشگاه رئال بتیس بازی می‌کند.
از باشگاه‌هایی که در آن بازی کرده است می‌توان به رئال مادرید، رایو وایکانو، مالاگا، رئال سوسیداد و لیدز یونایتد اشاره کرد.

## آمار ملی

### بازی‌های ملی
تا تاریخ ۹ ژوئن ۲۰۲۲
| اسپانیا | اسپانیا | اسپانیا |
| سال     | بازی    | گل      |
| ------- | ------- | ------- |
| ۲۰۱۶    | ۱       | ۰       |
| ۲۰۱۸    | ۱       | ۰       |
| ۲۰۱۹    | ۳       | ۰       |
| ۲۰۲۰    | ۱       | ۰       |
| ۲۰۲۱    | ۲       | ۰       |
| ۲۰۲۲    | ۲       | ۰       |
| مجموع   | ۱۰      | ۰       |